# Gerrard Winstanley
Gerrard Winstanley, född 19 oktober 1609, död 10 september 1676, var en engelsk protestantisk religiös reformator, politisk filosof och aktivist under engelska samväldsperioden. 
Winstanley var ledare och en av grundarna av den agrarsocialistiska gruppen Diggers, som ockuperade och odlade tidigare allmän mark som privatiserats.
Gruppen hävdade att gud skapat jorden som en "gemensam skattkammare" som skulle delas lika av alla. De kallade sig ursprungligen True Levellers, på grund av deras tro på ekonomisk jämlikhet och som en blinkning till den mindre radikala Levellers-rörelsen. Men de blev redan under sin samtid mer kända som Diggers. 
Winstanley var kväkare, socialist och anarkist. Han förespråkade också allmän rösträtt för män. 

## Skrifter i urval
- The True Levellers Standard (1649)[6]
- The New Law of Righteousness (1649)[7]
- The Law of Freedom (februari 1652)[6]